# Vrchteplá
Vrchteplá (Hongaars: Felsőhéve) is een Slowaakse gemeente in de regio Trenčín, en maakt deel uit van het district Považská Bystrica.
Vrchteplá telt 244 inwoners.